# Artacama
Artacama (in greco antico: Ἀρτακάμα?, Artakàma; Frigia, ... – III secolo a.C.) è stata una nobildonna persiana del periodo achemenide, seconda moglie di Tolomeo I.

## Biografia
Figlia del satrapo achemenide Artabazo di Frigia, nipote del re Artaserse II, fu la seconda moglie di Tolomeo I, al tempo in cui egli era guardia del corpo di Alessandro Magno. Nell'aprile del 324 a.C., infatti, il re macedone ordinò un matrimonio collettivo tra i suoi principali generali e collaboratori con delle nobili persiane, in modo da cercare di assimilare la tradizione persiana con quella greco-macedone. In quell'occasione, Alessandro stesso sposò Statira II, la figlia di Dario III.
Plutarco, nella Vita di Eumene, chiama erroneamente la moglie di Tolomeo "Apama", probabilmente confondendosi con l'omonima figlia di Spitamene.
Quando, dopo la morte di Alessandro e la conseguente spartizione di Babilonia (323 a.C.), a Tolomeo fu assegnata la satrapia d'Egitto, Tolomeo ripudiò Artacama e sposò Arsinoe I, figlia di Lisimaco.